# Don't you wanna see me ＜oh＞ tonight?
「Don't you wanna see me <oh> tonight?」（ドント ユー ワナ シー ミー オー トゥナイト）は、滴草由実のデビューシングルで2003年7月2日にStyling Recordsより発売された。

## 概要
自身にとってメジャーデビュー作となるシングル。本作のキャッチコピーは「2003年 こぼれ落ちた、次代を潤す音のシズク。」であった。
FM月間ヘヴィー・ローテーションでは30局を獲得し、当時の史上最多記録を達成した。
リリース当時、HMV限定で「Don't you wanna see me <oh> tonight?（Missty Remix）」の８センチシングルが付属された。

## 収録曲
1. Don't you wanna see me <oh> tonight?
作詞：滴草由実　作曲・編曲：徳永暁人
  - The MUSIC 272『B-SOUL』2003年6月度エンディングテーマ
  - 静岡朝日テレビ『スポーツパラダイス』2003年7月度エンディングテーマ
  - 長野朝日放送『情報パラダイス』2003年7月度エンディングテーマ
  - テレビ金沢『2時間ワイドじゃんけんぽん』2003年7月度エンディングテーマ
  - 毎日放送『FUZZ』2003年7月度エンディングテーマ
2. any more
作詞：滴草由実　作曲：Deron Raynolds　編曲：小野塚晃・大賀好修・Buddhaphonic
3. Don't you wanna see me <oh> tonight?  DJ ME-YA remix featuring RIP TRAP
4. Don't you wanna see me <oh> tonight? -instrumental-

## レコーディング参加
- 徳永暁人 - コーラス
- DJ ME-YA - スクラッチ
- 小野塚晃（DIMENSION） - キーボード
- 大賀好修（OMM） - ギター